# Luigi Galvani
Luigi Galvani (Bolonha, 9 de setembro de 1737 — Bolonha, 4 de dezembro de 1798) foi um médico, investigador, físico e filósofo italiano. Fez uma das primeiras incursões do estudo de bioeletricidade, um campo que ainda hoje estuda os padrões elétricos e sinais do sistema nervoso. Foi professor de anatomia da Universidade de Bolonha, cidade onde viveu e morreu.

## Vida e educação
Luigi Galvani nasceu em 9 de setembro de 1737 em Bolonha filho de Domenico Galvani e Barbara Foschi, jovem senhora de boa família bolonhesa. Galvani e o seu irmão mais velho, Francesco, tiveram uma infância serena e rica, de que tem-se pouca notícia, em uma casa da rua hoje denominada rua Guglielmo Marconi, em Bolonha.
Trabalhando com registro de costumes, primeiramente estudou Letras e Filosofia na Universidade. Graduou-se em Filosofia e Medicina em 1759. Frequentava as aulas expositivas de Gaetano Tacconi em Filosofia e Cirurgia, de Domenico Maria Gusmano Galezzi em anatomia, e as de Jacopo Batolomeo Beccari e Giuseppe Monti em química e história natural. Em 1762, casou com Lucia Galeazzi, filha de seu professor, que se tornou parceira afetiva e preciosa colaboradora por toda a vida.
Um papel fundamental na educação do jovem Giovani foi atribuído à educação recebida dos Padres Filippinos do oratório de São Filippo Neri. A ordem se inspira no ideal do "catolicismo iluminado", promovido por Ludovico Antonio Muratori e importado a Bologna por Prospero Lorenzo Lambertini (bispo da cidade e, a partir de 1740, papa com o nome de Bento XIV). O ordem dedica-se a incentivar iniciativas voltadas à melhoria da vida dos cidadãos mediante o retorno a uma religiosidade mais racional e menos supersticiosa (falava-se, a este propósito, de "devoção regulada"). Provavelmente Giovani foi aluno também de Giambattista Roberti, um padre jesuíta professora de Filosofia e de Sagradas Escrituras, o qual, embora pertencente a outra ordem religiosa, compartilhava a moderação religiosa dos padres filipinos.
Já nas suas primeiras experiências estudantis apareceu a sua orientação de vida: ele permaneceu sempre um convicto defensor dos valores cristãos sobre os quais baseava-se sua educação, mas teve grande influência de algumas ideias iluministas, como a importância fundamental atribuída ao método experimental na pesquisa sobre a natureza e a ideia que o saber devesse ter como fim a utilidade à sociedade. É emblemática, a tal propósito, a decisão, muito posterior, de não jurar fidelidade à República Cisalpina, instaurada na península Itálica por Napoleão Bonaparte, como era requisitado a todos os funcionários públicos, incluídos os docentes universitários: escolha alinhada comum livreto lançado naqueles anos no qual o autor, de formação filipina, afirmava a incompatibilidade entre a fé católica e os ordenamentos políticos napoleônicos.

### Estudos de Medicina
A família de Galvani seguia a linha do "catolicismo iluminado" de Ludovico Antonio Muratori, de forma que alguns creditam aos ideais muratorianos a escolha, não usual para os filhos da classe mercantil, de inscrever o irmão Giovani na universidade. Enquanto Francesco Giovani foi encaminhado ao estudo do direito canônico, para depois empreender com sucesso a carreira de advogado, Luigi Galvani inscreveu-se na Faculdade de Medicina e Filosofia.
Apesar do tio Giuseppe Galvani, irmão de Domenico, tivesse vestido o hábito eclesiástico, Giovani preferiu outro caminho porque, segundo os ideais filipinos e muratorianos, o clero secular não apenas estava necessitado de profundas reformas, mas também era decididamente muito numeroso.
Galvani começou a frequentar a Escola de Medicina da Universidade de Bolonha em 1754, laureando-se cinco anos depois. Naqueles anos, o professor e mestre da Faculdade de Medicina era Bartolomeo Beccari, aluno de Marcello Malpighi. Giovani ficou profundamente impressionado com o método de ensino de Beccari, que, além da medicina tradicional, propunha aos seus estudantes a descoberta de princípios científicos mais recentes (como o estudo malpighiano das glândulas), e insistia na importância da atribuição às partes sólidas do organismo em contraste com a teoria do humor de Hipócrates. Decisiva na sua formação universitária foi também a influência de Domenico Gusmano Galeazzi, professor de Física Médica do instituto e futuro sogro de Galvani, que, enquanto em aula ensinava os fundamentos para o conhecimento da ciência médica, convidava à sua casa os seus estudantes para a dissecação anatômica (prática seguida depois pelo próprio Galvani. Muito provavelmente foi na própria saleta de Galeazzi que Galvani desenvolveu a paixão pelo conhecimento direto dos fenômenos naturais e a convicção que o corpo humano pudesse ser manipulado. Oportuna instrução do jovem Galvani: Giovanni Antonio Galli, professor de obstetrícia, a quem ele sucederia em 1782. 
Estas três pessoas (Beccari, Galeazzi e Galli) tiveram uma influência decisiva na formação universitária de Galvani e representam perfeitamente a figura do intelectual receptivo nas discussões científicas surgidas entre o século XVII e o século XVIII, e, ao mesmo tempo, fortemente baseado na tradição médica.

### Galvani e o Estudo da Eletricidade Através de Movimentos Musculares
A eletricidade é um dos campos que mais fascinou os estudiosos ao longo da história da ciência, embora o seu desenvolvimento sistemático tenha ocorrido no século XVII.
No período entre 1780 e 1790, Galvani sustenta que há uma forma intrínseca de eletricidade envolvida na condução nervosa e na contração muscular, e então passa a estudar sobre a interação da eletricidade em animais através de sucessivas experiências, a fim de entender as reações dos membros posteriores de rãs ao lhe aplicarem eletricidade, que nessa época, só dispunha de eletricidade estática.
A escolha por envolver sapos nas investigações do movimento muscular não foi isenta e aleatória. As características desse anfíbio tornavam a escolha extremamente adequada: seus nervos são facilmente localizáveis e separados - o que facilitava o estudo ao abrir as rãs; suas contrações musculares são evidentes e suas contrações não acabam logo após a morte, mas duram até 44 horas – tempo conveniente para os estudos de Galvani e constado por ele.
Por volta de 1786, Galvani realizou uma experiência pendurando por um gancho de latão as pernas de uma rã em um corrimão do lado de fora do laboratório, a fim de utilizar descargas elétricas fortes, no caso, de uma tempestade. Mas Galvani, de forma errônea, atribuiu o fato das patas da rã contraírem à eletricidade do animal, e não aos metais em contato com as pernas da rã. O que de fato Galvani fez sem saber, foi produzir corrente elétrica, o princípio do funcionamento de uma pilha elétrica.
O médico, físico e filósofo, com a publicação dos resultados das experiências em sua obra intitulada Comentários sobre a força elétrica nos movimentos musculares divulgada em 1791, incentiva Alessandro Volta, o italiano químico, físico e professor da Universidade de Pavia, a pesquisar tal fenômeno, o que o fez chegar na verdadeira explicação, levando-o à construção da chamada Pilha de Volta ou Pilha Voltaica.
A descoberta de Galvani e a construção da Pilha Voltaica marcaram a evolução dos estudos sobre eletricidade e magnetismo, conhecidos até então. A partir disso, o estudo de casos produzidos por corrente elétrica passou a ser chamado de Galvanismo.

### Carreira Acadêmica
Depois de ter frequentado a universidade e o instituto de ciências em Bolonha, Galvani começou a atuar nos hospitais da cidade para aprender a prática médica. Naquele período, em Bolonha havia nove hospitais: entre os principais, aquele de Santa Maria da Vida e de Santa Maria da Morte, San Giobbe, São Lázaro e Policlínico Santa Úrsula Malpighi. Galvani frequentou o de Santa Maria da Morte, onde fez solicitação para tornar-se assistente, privilégio concedido somente aos melhores estudantes de medicina que haviam terminado o curso de estudos mas ainda não haviam se graduado. Assim seu pedido foi recusado, mas alguns anos depois (1764) lhe foi concedido de tornar-se substituto de seu mestre, Giovanni Antonio Galli, que operava no Santa Úrsula.
Depois de ter conseguido, em julho de 1759, o título de doutor em Filosofia e Medicina, Galvani encontrou-se frente a uma decisão, devendo escolher entre o exercício da profissão médica e a possibilidade de tronar-se professor universitário. Logo, Galvani deu-se conta que o papel de docente universitário o teria restringido a obter menos do que: qualquer daqueles emolumentos que a prática médica lhe teria possibilitado obter.
Apesar de ter ciência disso, ele decidiu dedicar-se à carreira acadêmica.

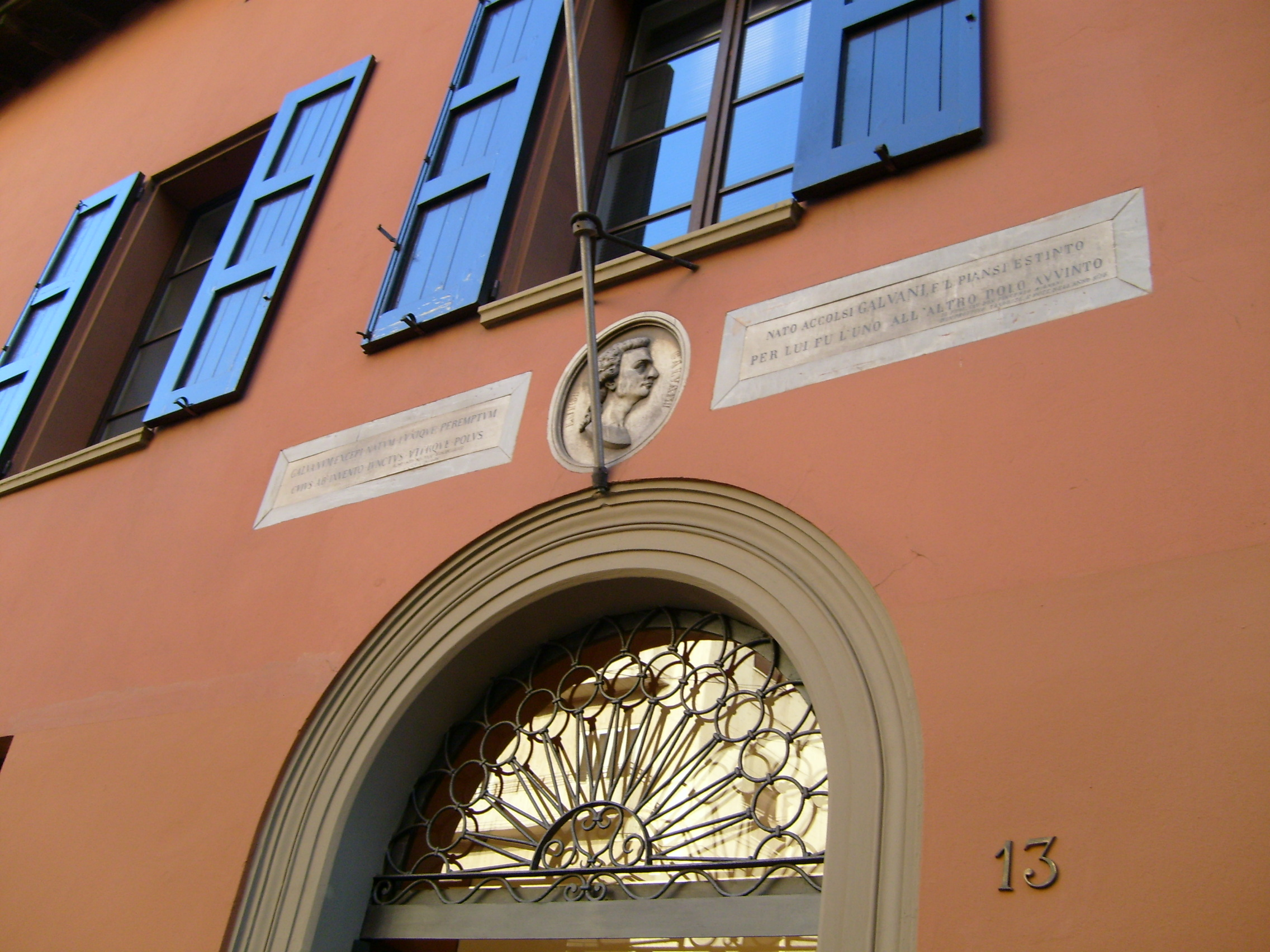
Casa de Galvani, em Bolonha

Graças à recomendação do irmão Francesco, em 1762 Galvani entrou na Accademia dei Vari, ambiente que contribuiu para enriquecer seus dotes de orador e de pesquisador e que lhe permitiu conhecer expoentes da nobreza que foram determinantes para sua carreira acadêmica. Em janeiro do mesmo ano, Galvani leu os seus primeiros discursos públicos em duas cátedras da Academia das Ciências do Instituto de Bolonha do qual havia sido eleito alunno no ano anterior.  Em junho apresentou uma série de teses a discutir no Arquiginásio de Bolonha para obter um cargo de ensino universitário. O empenho de Galvani foi bem recompensado: em 1763, de fato obteve título tanto o título de "Anatômico Ordinário", cargo ocupado também por seus mestres, Beccari e Galeazzi, quanto o de leitor de Medicina.
Em 1766, ficou vago o posto das câmaras de Anatomia do Instituto de Ciências. Tal posto não foi submetido a concurso mas a administração do instituto propôs como nome único o de Galvani. Graças também ao apoio do seu sogro, ele conseguiu obter também esse posto e tornou-se "acadêmico beneditino".
Tais posições o obrigaram a diversas responsabilidades, entre as quais aquela de prover à Academia de Ciências ao menos uma dissertação ao ano. Ele de fato devia dar aulas de anatomia não só a estudantes de Medicina, mas também a pintores e escultores, preferindo o uso de modelos de cera em vez de cadáveres e ilustrações.
Em 1768, presidiu a famosa função anatômica, um verdadeiro e próprio espetáculo que se desenvolvia no Teatro Anatômico do arquiginásio.
Em 1780, foi-lhe oferecida, pela terceira vez em sua carreira, a oportunidade de ter um curso público de anatomia no Teatro do Arquiginásio: é interessante ressaltar que a primeira disputa foi com o prior dos escolares (a máxima autoridade estudantil da época) já que nenhum dos docentes de quem se esperava a tarefa de disputar com Galvani apresentou-se.
O tema básico sobre o qual Galvani havia fundado o curso era o papel fundamental da eletricidade na vida do organismo: o corpo, de fato, era apresentado como uma máquina, de modo a intercambiar eletricidade. A teoria apresentada por Galvani trazia os seus pressupostos das publicações de Giovanni Battista Beccaria e dos estudos de Pierre Bertholon de Saint-Lazare e Francesco Giuseppe Gardini, os quais afirmavam que "o fluido ou fogo elétrico" fosse um princípio universal e que a quantidade de fluido presente determinasse as reações específicas.
Em 1782, Galvani obteve um outro prestigioso cargo: de fato pouco dias após a morte de um de seus mentores, Giovanni Antonio Galli, a administração do colégio beneditino o encarregou de assumir o posto como professor de obstetrícia. Uma novidade absoluta em relação ao papel desempenhado anteriormente (Galvani era professor de anatomia) com o qual o professor deveria se defrontar: além do objeto do curso de estudos, mudou também o auditório, uma vez que no curso de obstetrícia era elevado o percentual de mulheres, que esperavam obter o papel de parteiras. 

Galvani desempenhou este papel com muita dedicação e paixão, como testemunha uma fonte da época: 
a ele devem mais mães alívio e segurança no parto, a eles tantas famílias os filhos, a ele Bologna o acréscimo de braços úteis, e laboriosos, e talvez ainda a honra de alguns gênios, que por ignorância, e por negligência teriam perecido no momento de apresentar-se à vida.
Galvani, além da cátedra, herdou de Galli também a coleção de modelos obstetrícios hoje à mostra no Museu do Palácio Poggi.

## Obra

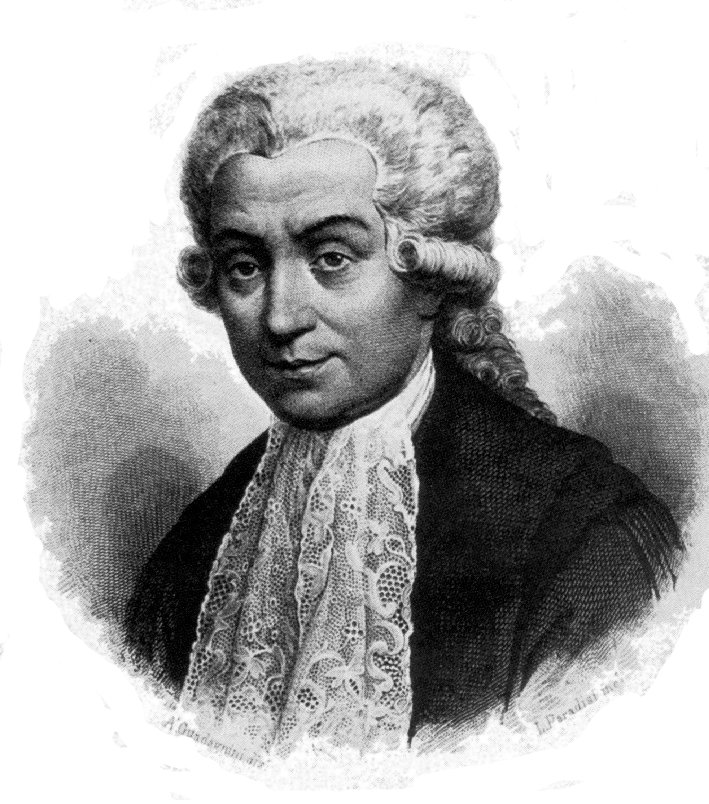

A partir de estudos realizados em coxas de rã, descobriu que músculos e células nervosas eram capazes de produzir eletricidade, que ficou conhecida então como eletricidade galvânica. Mais tarde, Galvani demonstrou que essa eletricidade é originária de reações químicas.
Galvani foi também pioneiro na moderna obstetrícia.
Em seus estudos, dissecando rãs em uma mesa, enquanto conduzia experimentos com eletricidade estática, um dos assistentes de Galvani tocou em um nervo ciático de uma rã com um escalpelo metálico, o que produziu uma contração muscular (como uma câimbra) na região tocada sempre que eram produzidas faíscas em uma máquina eletrostática próxima. Tal observação fez com que Galvani investigasse a relação entre a eletricidade e a animação - ou vida. Por isso é atribuída a Galvani a descoberta da bioeletricidade.
Galvani criou então o termo "eletricidade animal" para descrever aquilo que era capaz de ativar os músculos daquele espécime. Juntamente com seus contemporâneos, ele reparou que aquela ativação muscular era gerada por um fluido elétrico que era conduzido aos músculos através dos nervos. Esse fenômeno foi então apelidado de galvanismo, por sugestão dada por seu colega e, em alguns momentos adversário intelectual, Alessandro Volta.
Os resultados das pesquisas e investigações de Galvani chegaram a ser mencionados por Mary Shelley, como parte de uma lista de recomendações de leitura direta, para um concurso de histórias de terror, em um dia chuvoso na Suíça - o que resultou no romance Frankenstein - e sua reconstrução e reanimação através da eletricidade.
As investigações e descobertas de Galvani levaram à invenção da primeira bateria elétrica, mas não por Galvani, que não percebia a eletricidade separada da biologia. Galvani não via a eletricidade como essência da vida, a qual ele percebia ter uma natureza intrínseca e inerente à vitalidade. Ele acreditava que a eletricidade animal vinha do músculo. Desse modo, foi Alessandro Volta quem construiu a primeira bateria elétrica, que ficou conhecida como a pilha voltaica.
Como Galvani acreditava, toda a vida é de fato elétrica - pelo fato de todas as coisas vivas serem compostas de células e cada célula ter um potencial celular - a eletricidade biológica tem as mesmas bases químicas para o fluxo de corrente elétrica entre células eletroquímicas, desse modo podendo ser resumida de algum modo fora do corpo. A intuição de Volta estava correta também.
O nome de Galvani também sobrevive nas células galvânicas, no galvanômetro e no processo chamado de galvanização.
A cratera Galvani, na superfície da Lua, também foi nomeada em sua homenagem.

## Docência
Galvani foi membro da Academia de Ciências no Instituto de Bolonha a partir de 1761 e foi professor de anatomia no Instituto de Ciência e curador da sala de anatomia, além de ter exposto para cirurgiões, artista e escultores. Tornou-se ainda, leitor em Medicina em 1768 e substituiu estas aulas pelas de Anatomia Prática em 1775. Foi escolhido para professor de obstetrícia no Instituto e curador da sala de obstetrícia em 1782. Fez palestras públicas no teatro de anatomia e em sua casa, onde tinha uma vasta biblioteca (por volta de 400 volumes, incluindo trabalhos sobre Hipócrates, Galeano, Avicena, e os mais importantes livros do século dezoito) e montou um laboratório, onde conduzia experimentos.

## Pesquisa
Sua pesquisa foi extensa no campo da anatomia comparativa. Era um entusiástico em clarear, estudando animais, a estrutura e as funções do corpo humano, uma significativa parte do seu trabalho foi dedicada a esta pesquisa.
Em 1762, ele publicou De Ossibus, um estudo físico médico-cirúrgico, um verdadeiro tratado da estrutura do osso, funções e patologia, o que esboçou a tese que ele levaria ao debate público em 21 de junho de 1762 (para ser um conferencista em Bolonha, primeiramente deveria defender a tese em público e somente depois para uma comissão apropriada). Em 1767, ele publicou um tratado sobre a uretra e os rins de pássaros (De renibus atque ureteribus volatilium) como um dos Commentarii de Bononiensi Scientiarum et Artium Instituto atque Academia. Seus escritos sobre a estrutura anatômica dos ouvidos de pássaros (De volatirium aure) foi publicado em 1783 no mesmo instituto. Sua pesquisa anatômica da membrana pituitária, Galvani começou na academia de ciência de Bolonha em 1767. Outros trabalhos publicados e não publicados, em ciência veterinária, hidrologia, obstetrícia, e outros, demonstram o qual brilhantemente versátil Galvani era.
Como um membro beneditino da “Academy of Sciences”, Galvani tinha responsabilidades específicas, a principal delas era apresentar ao menos um trabalho de pesquisa todos os anos para a academia, o que foi feito pelo mesmo até sua morte. Em meados do século XVIII, Galvani começou a se interessar pelo campo da “eletricidade medica”, acompanhando as pesquisas sobre eletricidade e a descoberta sobre efeitos da mesma no corpo humano.
Uma lenda popular acompanhou o início de seus experimentos com a bioeletricidade, dizendo que o cientista friccionava lentamente um sapo sobre uma mesa onde estava conduzindo experimentos com eletricidade estática. O assistente de Galvani tocou um nervo ciático exposto do sapo com um bisturi de metal que adquiriu uma carga, naquele momento a perna do sapo, já morto, chutou como se estivesse vivo. Essa observação fez de Galvani o primeiro a investigar a relação entre a eletricidade e a vida.
Essa descoberta forneceu a base para o novo entendimento de que o ímpeto por trás do movimento muscular era a energia elétrica transportada por um líquido (íons) e não pelo ar ou pelo fluido, como nas “teorias de Balloonist” anteriores. 
Galvani criou o termo eletricidade animal para descrever a força que ativava os músculos de seus espécimes e considerou sua ativação como sendo gerada por um fluido elétrico que é transportado para os músculos pelos nervos, o fenômeno foi chamado de galvanismo. Galvani é devidamente creditado com a descoberta da bioeletricidade. Hoje, o estudo dos efeitos galvânicos na biologia é chamado de eletrofisiologia, o termo “galvanismo” tem sido usado apenas em contextos históricos.

## Eletrofisiologia
A pesquisa mais importante de Galvani foi desenvolvida no campo da eletrofisiologia, a qual começou em 1780, ou talvez antes, continuou por uma década, e resumiu no famoso Commentarius de viribus electricitatis in motu musculari. Este trabalho primeiramente apareceu entre os panfletos no volume VII do Bononiensis Scientiarum et Artium Instituto atque Academia Commentarii.
Foi então publicado separadamente, no ano seguinte, em uma versão editada e anotada por seu sobrinho e apoiador, Giovanni Aldini, e expandido pela carta de Don Bassiano Carminati a Galvani e a resposta posterior.
Antes do Commentarius, Galvani escreveu diversos itens sobre eletricidade animal, onde sua teoria se desenvolveu. Há cinco manuscritos de Galvani que foram publicados postumamente: "Ensaio da Força dos Nervos na relação com a eletricidade" (datada de 25 de novembro de 1782), uma anotação sobre "Conexões e diferenças entre respiração, chama e sonda de uma garrafa de Leyden", uma anotação datada de 30 de outubro de 1786 e intitulada De animale electricitate, uma intitulada Electricitas Naturalis, datada de 16 de agosto de 1787, e outra em latim (sem título no manuscrito de Galvani) sobre movimento dos músculos produzido pela eletricidade.
A publicação do Commentarius foi uma sensação na comunidade científica mundial e começou a longa controvérsia com Alessandro Volta. Preso a este debate, o qual foi conduzido de uma maneira muito calma, se considerada a severidade de alguns argumentos contemporâneos, foi a publicação do "Tratado de Uso e Efeito do Arco Condutor na Contração do Músculo" seguido pelo Suplemento ao mesmo tratado (em nenhum dos trabalhos o nome do autor foi mencionado, foram provavelmente atraídos a Galvani por outro nome que fora proposto: Giovanni Aldini e as anotações da eletricidade animal endereçada a Lazzaro Spallanzani.

### Vida Privada
Em janeiro de 1764, Galvani casou-se com Lucia Maddalena Galeazzi. Os dois se encontraram pela primeira vez em um local religioso, como deduz de um elogio escrito pelo próprio Galvani em honra da mulher. Lucia era uma mulher muito instruída com numerosos dotes culturais, tanto que frequentemente era chamada a corrigir os escritos do marido. O casal transferiu-se para a casa Galeazzi e Galvani tomou o próprio sogro como modelo na sua vida privada e profissional. 
Sob o perfil privado, a partir de 1780, a vida de Galvani foi envolvida em fatos turbulentos: Gusmano Galezzi, pai de Lucia e sogro de Galvani, estava muito doente e a administração do patrimônio familiar estava a cargo da esposa, Paola Mini. Esta, sob conselho de uma camareira que vivia às custas da família Galleazi, convidou o casal Galvani a encontrar uma nova habitação. A saída da casa do sogro foi um duro golpe para o cientista, não só pela forte ligação afetiva com o sogro, mas também porque Galvani havia herdado dele o laboratório de anatomia, no qual podia desenvolver com tranquilidade seus experimentos.
Os anos seguintes foram sinalizados por diversos lutos: em 1775 morreu o pai da mulher, seguido dos pais de Galvani, Barbara Foschi em 1777 e Domenico Galvani em 1778. O estudioso conseguiu sair deste período de reiterados lutos graças à ajuda da mulher e ao apoio da fé: em 19 de junho de 1780 Galvani, depois de um ano de noviciado, tornou-se terciário franciscano junto ao convento de São Paulo em Monte. Ainda hoje na entrada da Igreja de São Paulo, chamada também de dell'Osservanza, é possível observar uma tarja comemorativa daquele evento.

## Galvani, o Homem
Muito da personalidade e trabalho de Galvani foi condicionado ao século em que viveu. Como um cientista e homem de letras, ele escreveu alguns trabalhos literários (pequenos poemas, elegias, sonetos, orações) em italiano e em latim (enquadrando-se com a cultura italiana contemporânea dominada pelos clássicos). Alguns destes com a dedicatória: Para minha muito amada esposa.
Sendo profundamente religioso (um membro da Terceira Ordem de São Francisco), ele nunca considerou que a religião atrasasse sua pesquisa. Ao contrário, considerava que ciência e fé se autointerpretavam.
Seus contemporâneos o descreviam como gentil, generoso e um grande homem de família.
Em seus últimos anos, Galvani foi acometido pela dor da morte de sua esposa, em 1790, e outros parentes. Para somar ao seu pesar familiar, foi atingido pela perda de seu posto de professor, em 1798, porque por razões religiosas e de princípios, ele se recusou a jurar obediência à República Cisalpina.
Ele morreu na pobreza em 4 de dezembro de 1798, antes que ele pudesse aproveitar seu restabelecimento como professor pensionista emérito pelas suas contribuições à ciência. Foi sepultado em Corpus Domini, Bolonha, Emília-Romanha na Itália.

## Publicações (selecionadas)
- De viribus electricitatis in motu musculari commentarius (em latim), 1791. The Institute of Sciences, Bologna.
- De viribus electricitatis in motu musculari (em latim). Modena: Società tipografica. 1792
- Memorie sulla elettricità animale (em italiano). Bologna: Clemente Maria Sassi. 1797
- [Opere] (em italiano). Bologna: Emidio Dall'Olmo. 1841